# Phường 7, Mỹ Tho
Phường 7 là một phường cũ thuộc thành phố Mỹ Tho, tỉnh Tiền Giang, Việt Nam.

## Địa lý
Phường 7 nằm ở trung tâm thành phố Mỹ Tho, có vị trí địa lý:
- Phía đông giáp Phường 3
- Phía tây giáp Phường 4
- Phía nam giáp Phường 1
- Phía bắc giáp xã Đạo Thạnh và xã Mỹ Phong.

Phường 7 có diện tích 0,40 km², dân số năm 2022 là 10.553 người, mật độ dân số đạt 26.382 người/km².

## Lịch sử
Sau năm 1975, Phường 7 thuộc thành phố Mỹ Tho.
Ngày 28 tháng 9 năm 2024, Ủy ban Thường vụ Quốc hội ban hành Nghị quyết số 1202/NQ-UBTVQH15 về việc sắp xếp đơn vị hành chính cấp xã của tỉnh Tiền Giang giai đoạn 2023 – 2025 (nghị quyết có hiệu lực từ ngày 1 tháng 11 năm 2024). Theo đó, sáp nhập toàn bộ 0,4 km² diện tích tự nhiên và quy mô dân số là 10.553 người của Phường 7 vào Phường 1.

## Hình ảnh

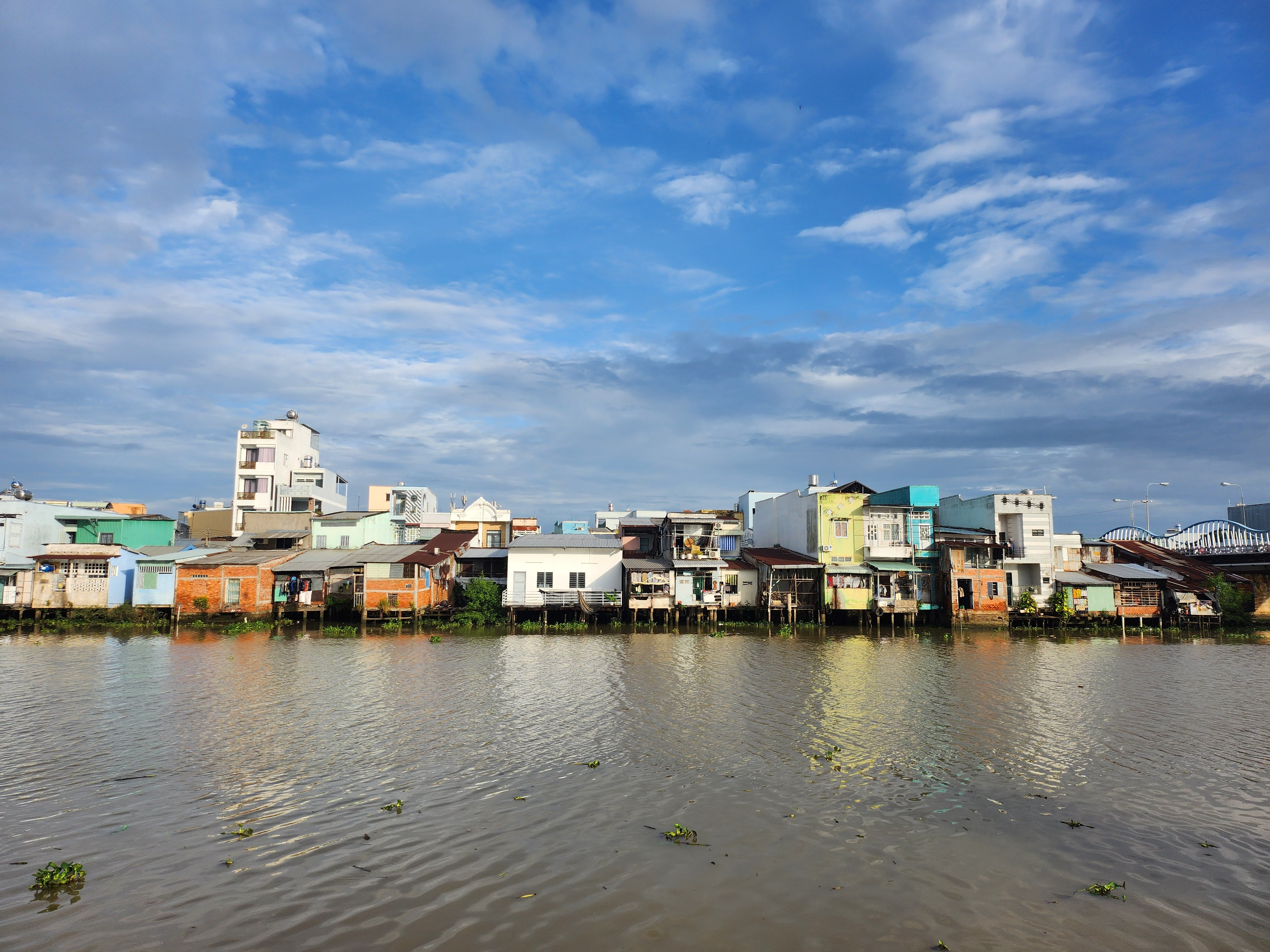
Dãy nhà ven sông Bảo Định.
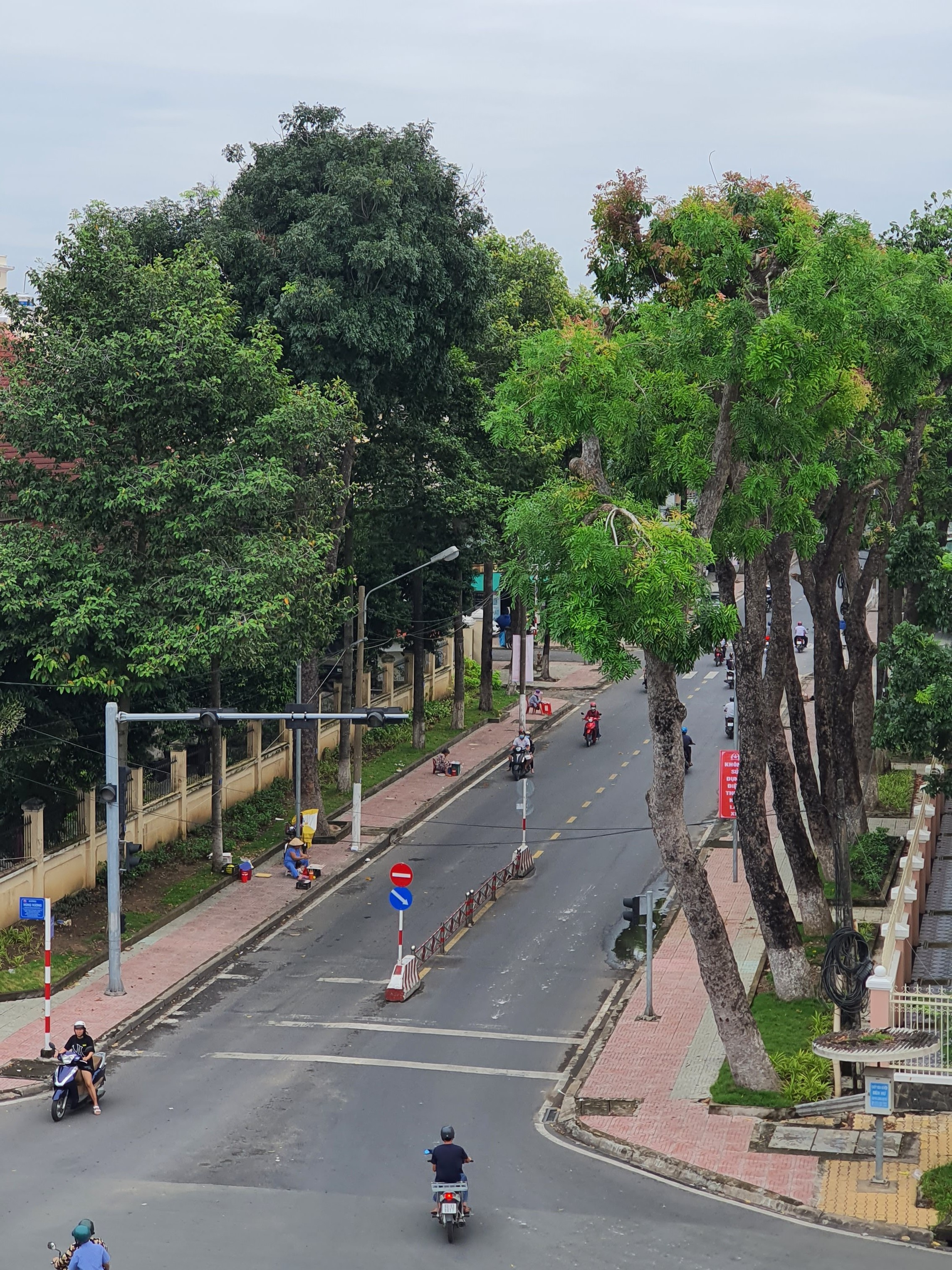
Đường Nguyễn Trãi với hàng cổ thụ xanh mát.